# 千歳市立末広小学校
千歳市立末広小学校（ちとせしりつ すえひろしょうがっこう）は、北海道千歳市富丘に所在する公立小学校。

## 特色
アイヌ文化学習
末広小学校では1996年（平成8年）からアイヌ文化学習を取り入れている。アイヌ文化を通して命の大切さや自然との共生を学ぶ。校舎の2階にはアイヌの伝統的なチセ（家）を再現した教室が設置されている。この取り組みはロッテのアイスクリーム「雪見だいふく」のパッケージでも紹介された。

## 沿革
1956年4月、第二次世界大戦後、米軍施設での労働人口増加により千歳小学校の児童数が2,000名超に急増したため、北栄小学校に続き分離し、10学級で「千歳町立末広小学校」が開校した。1974年3月、飛行機の騒音の影響で現在地に校舎新築移転した。
年表
- 1956年（昭和31年）- 千歳町立末広小学校が開校[2]、校章・校歌制定、校舎落成[注 1][3]。
- 1958年（昭和33年）- 体育館完成[3]、市制施行により千歳市立末広小学校に改称。
- 1967年（昭和42年）- 日の出小学校に分離[2][3]。
- 1970年（昭和45年）- 高台小学校に分離[2][3]。
- 1974年（昭和49年）- 現在地に移転[2]、グラウンド完成[3]。
- 1975年（昭和50年）- 体育館完成[3]。
- 1979年（昭和54年）- 市営プール設置[3]。
- 1996年（平成8年）- 地域文化資料室「チセ」完成[3]。
- 2006年（平成18年）- 学童クラブに設置[3]。
- 2008年（平成20年）- 二学期制導入[3][4][5]。
- 2010年（平成22年）- 校舎大規模改修・耐震補強工事[3]。
- 2011年（平成23年）- ユネスコスクール認定[3]。
- 2012年（平成24年）- 一部特別教室の普通教室への転用工事[3]。
- 2014年（平成26年）- アイヌ文化資料室の全面改修及び復元完了[3]。
- 2022年（令和4年）- 特別支援学級を開設[6]。
- 2024年（令和6年）- 全普通教室、職員室にエアコン設置[6]。

## 教育目標
- 「意」進んでやりぬく子[7]
- 「体」笑顔で元気な子[7]
- 「情」広い心でやさしい子[7]
- 「知」六年間を自ら学ぶ子[7]

## 通学区域
通学区域は以下の通り。
- 花園2丁目 - 7丁目
- 高台4丁目 - 6丁目
- 富丘2丁目 - 3丁目
- 稲穂
- あずさ
- 清流1丁目の一部
- 北信濃の一部
- 都の一部

## 進学先中学校
- 千歳市立富丘中学校

## 交通アクセス
鉄道
- JR千歳線千歳駅東口より、徒歩19分。

バス
- 千歳相互観光バス 泉沢市民病院線「末広小学校前」停留所下車、徒歩1分[9]。
- 富士交通 市民病院プール線「末広小学校前」停留所下車、徒歩1分[9]。